# Laroque-Timbaut
Laroque-Timbaut település Franciaországban, Lot-et-Garonne megyében. Lakosainak száma 1589 fő (2022. január 1.). Laroque-Timbaut Monbalen, Bajamont, Cassignas, Cauzac, La Croix-Blanche, Saint-Robert és Sauvagnas községekkel határos.

## Népesség
A település népességének változása:
| Lakosok száma | 995  | 1178 | 1257 | 1447 | 1591 | 1625 | 1721 | 1638 | 1597 | 1589 |
|               | 1968 | 1982 | 1990 | 2006 | 2013 | 2015 | 2017 | 2019 | 2020 | 2022 |